# Myxodagnus opercularis
Myxodagnus opercularis е вид лъчеперка от семейство Dactyloscopidae.

## Разпространение
Видът е разпространен в Коста Рика и Мексико.